# Esternorrincs
Els esternorrincs (Sternorrhyncha) són un subordre d'insectes de l'ordre dels hemípters que conté grups que tradicionalment s'havien inclòs en l'ordre Homoptera, avui abandonat. "Sternorrhyncha" és un terme que es refereix a la posició de les parts bucals respecte al cap.
La distribució és cosmopolita i són insectes fitòfags i molts són plagues de les plantes cultivades.

## Filogenia
El següent cladograma mostra la filogènia dels esternorrincs a nivell de superfamília, basada en anàlisis de la subunidad (18S) de l'ARN ribosòmic.
|              | Coccoidea (insectes escata)                                                        |
|              |                                                                                    |
| Aphidomorpha | \| \| Phylloxeroidea (filoxeres) \| \| \| \| \| \| Aphidoidea (pugons) \| \| \| \| |
|              | \| \| Phylloxeroidea (filoxeres) \| \| \| \| \| \| Aphidoidea (pugons) \| \| \| \| |
|              | Phylloxeroidea (filoxeres)                                                         |
|              |                                                                                    |
|              | Aphidoidea (pugons)                                                                |
|              |                                                                                    |

|  | Phylloxeroidea (filoxeres) |
|  |                            |
|  | Aphidoidea (pugons)        |
|  |                            |

|              | Coccoidea (insectes escata)                                                        |
|              |                                                                                    |
| Aphidomorpha | \| \| Phylloxeroidea (filoxeres) \| \| \| \| \| \| Aphidoidea (pugons) \| \| \| \| |
|              | \| \| Phylloxeroidea (filoxeres) \| \| \| \| \| \| Aphidoidea (pugons) \| \| \| \| |
|              | Phylloxeroidea (filoxeres)                                                         |
|              |                                                                                    |
|              | Aphidoidea (pugons)                                                                |
|              |                                                                                    |

|  | Phylloxeroidea (filoxeres) |
|  |                            |
|  | Aphidoidea (pugons)        |
|  |                            |

|              | Coccoidea (insectes escata)                                                        |
|              |                                                                                    |
| Aphidomorpha | \| \| Phylloxeroidea (filoxeres) \| \| \| \| \| \| Aphidoidea (pugons) \| \| \| \| |
|              | \| \| Phylloxeroidea (filoxeres) \| \| \| \| \| \| Aphidoidea (pugons) \| \| \| \| |
|              | Phylloxeroidea (filoxeres)                                                         |
|              |                                                                                    |
|              | Aphidoidea (pugons)                                                                |
|              |                                                                                    |

|  | Phylloxeroidea (filoxeres) |
|  |                            |
|  | Aphidoidea (pugons)        |
|  |                            |

|              | Coccoidea (insectes escata)                                                        |
|              |                                                                                    |
| Aphidomorpha | \| \| Phylloxeroidea (filoxeres) \| \| \| \| \| \| Aphidoidea (pugons) \| \| \| \| |
|              | \| \| Phylloxeroidea (filoxeres) \| \| \| \| \| \| Aphidoidea (pugons) \| \| \| \| |
|              | Phylloxeroidea (filoxeres)                                                         |
|              |                                                                                    |
|              | Aphidoidea (pugons)                                                                |
|              |                                                                                    |

|  | Phylloxeroidea (filoxeres) |
|  |                            |
|  | Aphidoidea (pugons)        |
|  |                            |

## Taxonomia
Els esternorrincs són un grup molt ampli que conté les següents superfamílies i famílies:
- Superfamília Phylloxeroidea
  - Família Adelgidae
  - Família Phylloxeridae
- Superfamília Aleyrodoidea
  - Família Aleyrodidae
- Superfamília Aphidoidea
  - Família Aphididae
  - Família Eriosomatidae
- Superfamília Coccoidea
  - Família Aclerdidae
  - Família Asterolecaniidae
  - Família Coccidae
  - Família Conchaspididae
  - Família Dactylopiidae
  - Família Diaspididae
  - Família Eriococcidae
  - Família Kermesidae
  - Família Kermidae
  - Família Lacciferidae
  - Família Margarodidae
  - Família Ortheziidae
  - Família Pseudococcidae
- Superfamília Psylloidea
  - Família Psyllidae